# Marcel Berré
Marcel Berré   (Anvers, 12 de novembre de 1882 - Ginebra, 27 d'octubre de 1957) va ser un tirador d'esgrima belga que va competir a començaments del segle XX i que participà en tres edicions dels Jocs Olímpics.
El 1912 va prendre part en els Jocs Olímpics d'Estocolm, on disputà tres proves del programa d'esgrima. En la competició de sabre per equips fou cinquè, mentre en les de floret i espasa individual quedà eliminat en sèries.
El 1920, una vegada finalitzada la Primera Guerra Mundial, va prendre part en els Jocs d'Anvers, on disputà dues proves del programa d'esgrima. En la competició de floret per equips fou sisè, mentre en la floret individual quedà eliminat en sèries.
La tercera i darrera participació en uns Jocs fou el 1924, a París, on guanyà la medalla de plata en la competició de floret per equips.